# Aranobroter
Aranobroter is een geslacht van vliesvleugeligen uit de familie Eulophidae. De wetenschappelijke naam van dit geslacht is voor het eerst geldig gepubliceerd in 1990 door LaSalle.

## Soorten
Het geslacht Aranobroter omvat de volgende soorten:
- Aranobroter grioti (Blanchard, 1950)
- Aranobroter rayorae LaSalle, 1990